# Lori McNeil
Lori McNeil, född 18 december 1963 i San Diego, Kalifornien, är en amerikansk högerhänt tidigare professionell tennisspelare särskilt framgångsrik i dubbel.

## Tenniskarriären
Lori McNeil blev professionell spelare på WTA-touren 1983. Hon upphörde med internationell tävlingstennis 2002. Under WTA-karriären vann hon 10 singel- och 32 dubbeltitlar och dessutom en singeltitel i en ITF-turnering. Bland hennes dubbelmeriter märks en Grand Slam-titel i mixed dubbel. Hon rankades som bäst som nummer 9 i singel (juli 1988) och som nummer 4 i dubbel (november 1987). McNeil spelade totalt in $3 441 604 i prispengar.
Lori McNeil deltog i det amerikanska Wightman Cup-laget 1987-89 och i Fed Cup-laget 1988-89 och 1992-93. 

## Spelaren och personen
Lori McNeil är etnisk afro-amerikan. Hon är intresserad av flera olika utomhussporter vid sidan av tennis. Hon studerade under en tvåårspriod vid Oklahoma State University. Hon bor efter avslutad tenniskarriär i Houston, Texas och hjälper till med juniorprogrammet för tennis vid hemmaklubben. År 2002 tränade hon sin dubbelpartner Amanda Coetzer. Hon var under sin aktiva tid 170 cm lång och vägde 61 kg.

## Grand Slam-titlar
- Franska öppna
  - Mixed dubbel - 1988 (med Jorge Lozano)

## ÖvrigaWTA-titlar
- Singel
  - 1994 - Birmingham
  - 1993 - Birmingham
  - 1992 - Eastbourne
  - 1991 - Denver, Japan Open
  - 1989 - Albuquerque
  - 1988 - Oklahoma City, Newport
  - 1986 - Tulsa, Tampa.
- Dubbel
  - 2001 - Oklahoma City, Bahia (båda med Amanda Coetzer)
  - 1998 - Québec (med Po)
  - 1995 - Oakland, Philadelphia (båda med Helena Sukova)
  - 1994 - Hilton Head (med Arantxa Sánchez Vicario), Strasbourg (med Rennae Stubbs)
  - 1993 - Birmingham (med Martina Navratilova)
  - 1992 - Oklahoma City (med Nicole Provis) Birmingham, Canadian Open (båda med Rennae Stubbs)
  - 1991 - Strasbourg (med Stephanie Rehe), Milano (med Collins?)
  - 1989 - Oklahoma City (med Betsy Nagelsen) Newport (med Gigi Fernandez), Indianapolis, Brighton, European Open (alla med Kay Adams)
  - 1988 - Chicago (med Betsy Nagelsen), Dallas (med Eva Pfaff), US Hardcourts (med Helena Sukova), Hilton Head (med Martina Navratilova), Brighton (med Betsy Nagelsen)
  - 1987 - Canadian Open, New Orleans (båda med Zina Garrison), Mahwah, Newport, Amerikanska inomhusmästerskapen (alla med Gigi Fernandez)
  - 1986 - Argentinian Open, Puerto Rico (båda med Mercedes Paz), Indianapolis (med Zina Garrison)
  - 1983 - Bakersfield (med K. Copeland).